# NCAA Division I Tennis Championships 2012
Bei den NCAA Division I Tennis Championships wurden 2012 die Meister im US-amerikanischen College Tennis ermittelt. Gespielt wurde vom 18. bis zum 28. Mai auf dem Campus der University of Georgia. Schauplatz war der Dan Magill Tennis Complex in Athens.

## Herren

### Mannschaftsmeisterschaften
| Nr. | Spieler    | Erreichte Runde |
| --- | ---------- | --------------- |
| 01. | USC        | Sieg            |
| 02. | Georgia    | Viertelfinale   |
| 03. | Virginia   | Finale          |
| 04. | UCLA       | Halbfinale      |
| 05. | Ohio State | Viertelfinale   |
| 06. | Kentucky   | Achtelfinale    |
| 07. | Pepperdine | Halbfinale      |
| 08. | Duke       | Viertelfinale   |

| Nr. | Spieler         | Erreichte Runde |
| --- | --------------- | --------------- |
| 09. | Mississippi St. | 2. Runde        |
| 10. | Oklahoma        | 2. Runde        |
| 11. | Stanford        | Viertelfinale   |
| 12. | Florida         | Achtelfinale    |
| 13. | Ole Miss        | Achtelfinale    |
| 14. | California      | Achtelfinale    |
| 15. | North Carolina  | Achtelfinale    |
| 16. | Illinois        | Achtelfinale    |

### Einzel
| Nr. | Spieler            | Erreichte Runde |
| --- | ------------------ | --------------- |
| 1.  | Steve Johnson      | Sieg            |
| 2.  | Mitchell Frank     | Viertelfinale   |
| 3.  | Eric Quigley       | Finale          |
| 4.  | Jarmere Jenkins    | 1. Runde        |
| 5.  | Henrique Cunha     | Viertelfinale   |
| 6.  | Evan King          | 1. Runde        |
| 7.  | Dennis Nevolo      | Achtelfinale    |
| 8.  | Sebastian Fanselow | 1. Runde        |

| Nr.    | Spieler          | Erreichte Runde |
| ------ | ---------------- | --------------- |
| 9.–16. | Chase Buchanan   | Achtelfinale    |
| 9.–16. | Artem Ilyushin   | Achtelfinale    |
| 9.–16. | Nicolas Meister  | 1. Runde        |
| 9.–16. | Alexis Musialek  | Achtelfinale    |
| 9.–16. | Costin Pavăl     | 2. Runde        |
| 9.–16. | Blaž Rola        | Halbfinale      |
| 9.–16. | Nicolaas Scholtz | Viertelfinale   |
| 9.–16. | Wil Spencer      | Achtelfinale    |

### Doppel
| Nr. | Paarung                      | Erreichte Runde |
| --- | ---------------------------- | --------------- |
| 1.  | Chase Buchanan Blaž Rola     | Sieg            |
| 2.  | Steve Johnson Roberto Quiroz | Viertelfinale   |
| 3.  | Kevin King Juan-Carlos Spir  | Achtelfinale    |
| 4.  | Bradley Klahn Ryan Thacher   | Viertelfinale   |

| Nr.   | Paarung                              | Erreichte Runde |
| ----- | ------------------------------------ | --------------- |
| 5.–8. | Nick Andrews Christoffer Kønigsfeldt | Achtelfinale    |
| 5.–8. | Drew Courtney Jarmere Jenkins        | Achtelfinale    |
| 5.–8. | Panav Jha Eric Quigley               | Viertelfinale   |
| 5.–8. | Andreas Mies Alexander Stamchev      | 1. Runde        |

## Damen

### Mannschaftsmeisterschaften
| Nr. | Spieler        | Erreichte Runde |
| --- | -------------- | --------------- |
| 01. | UCLA           | Finale          |
| 02. | Florida        | Sieg            |
| 03. | Duke           | Halbfinale      |
| 04. | Stanford       | Viertelfinale   |
| 05. | USC            | Halbfinale      |
| 06. | Georgia        | Viertelfinale   |
| 07. | North Carolina | Achtelfinale    |
| 08. | Alabama        | 2. Runde        |

| Nr. | Spieler      | Erreichte Runde |
| --- | ------------ | --------------- |
| 09. | California   | Viertelfinale   |
| 10. | Miami (FL)   | Viertelfinale   |
| 11. | Texas        | Achtelfinale    |
| 12. | Baylor       | Achtelfinale    |
| 13. | Northwestern | Achtelfinale    |
| 14. | Virginia     | Achtelfinale    |
| 15. | Michigan     | Achtelfinale    |
| 16. | Ole Miss     | 2. Runde        |

### Einzel
| Nr. | Spieler            | Erreichte Runde |
| --- | ------------------ | --------------- |
| 1.  | Allie Will         | Halbfinale      |
| 2.  | Beatrice Capra     | Viertelfinale   |
| 3.  | Nicole Gibbs       | Sieg            |
| 4.  | Robin Anderson     | Achtelfinale    |
| 5.  | Mallory Burdette   | Finale          |
| 6.  | Jana Juricova      | Viertelfinale   |
| 7.  | Cristina Sánchez   | Viertelfinale   |
| 8.  | Chelsey Gullickson | 1. Runde        |

| Nr.   | Spieler         | Erreichte Runde |
| ----- | --------------- | --------------- |
| 9–16. | Emina Bektas    | 1. Runde        |
| 9–16. | Kristi Boxx     | 1. Runde        |
| 9–16. | Jacqueline Cako | 1. Runde        |
| 9–16. | Lauren Embree   | Achtelfinale    |
| 9–16. | Diana Nakic     | 2. Runde        |
| 9–16. | Jillian O’Neill | 1. Runde        |
| 9–16. | Zoe Scandalis   | Achtelfinale    |
| 9–16. | Zsófia Susányi  | Halbfinale      |

### Doppel
| Nr. | Paarung                              | Erreichte Runde |
| --- | ------------------------------------ | --------------- |
| 1.  | Sofie Oyen Allie Will                | 1. Runde        |
| 2.  | Mallory Burdette Nicole Gibbs        | Sieg            |
| 3.  | Shinann Featherston Lauren McHale    | 1. Runde        |
| 4.  | Kaitlyn Christian Sabrina Santamaria | 1. Runde        |

| Nr.  | Paarung                         | Erreichte Runde |
| ---- | ------------------------------- | --------------- |
| 5–8. | Robin Anderson Skylar Morton    | Rückzug         |
| 5–8. | Kristi Boxx Abigail Guthrie     | 1. Runde        |
| 5–8. | Kristy Frilling Shannon Mathews | 2. Runde        |
| 5–8. | Anett Schutting Annie Goransson | 2. Runde        |